# Hazaribagh
Hazaribagh est une ville indienne située dans le district de Hazaribagh dans l’État du Jharkhand. En 2011, sa population était de 186 139 habitants.

## La peinture Khovar et Sohrai
Les femmes des tribus Kurmi, Prajapati, Ganju, Santhal, Oraon, Malhar, Munda…, dans la région de la ville Hazaribagh (altitude 2000 m) dans Jharkhand, sont animistes et peignent les murs de leur maisons avec des images pour célébrer les mariages (l'art "Khovar" avec souvent l'arbre de vie) et pour fêter la moisson et vénérer les vaches (l'art "Sohrai" avec les animaux et les plantes).

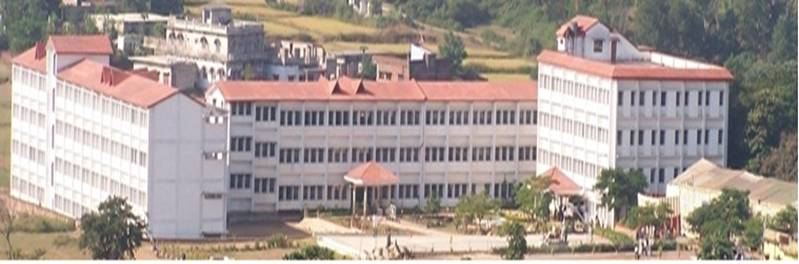

La peinture Khovar est maintenant exercée dans les villages de Jorakath et Kharati dans le sud-ouest de Hazaribagh ; la peinture Sohrai dans le village Bhelwara dans l'est de Hazaribagh.
L'école Hazaribagh est une école de peinture ancestrale qui existent depuis des milliers d'années dans les caves dans la région (âgé de 5 000-15 000 ans). Les sites sont : Saraiya, Mirzapur, Vindhyan, Isco, Thethangi, Saraiya, Satpahar, Khandar, Raham, Sidpa, Gonda, et Nautangwa.

## Source de la traduction
- (en) Cet article est partiellement ou en totalité issu de l’article de Wikipédia en anglais intitulé « Hazaribagh » (voir la liste des auteurs).